# エース (ストリートファイター)
エース（Ace）は、カプコン、アリカの対戦型格闘ゲーム『ストリートファイターEX3』（以下、『EX3』）に登場する架空の人物。

## 概要
『ストリートファイターEX3』（以下『EX3』と表記）でのエディットキャラクター。キャラクターエディットモードで習得した特定の技を選択して任意に付け替えることができる。必殺技（3種類まで）、スーパーコンボ（2種類まで）、メテオコンボ（1種類まで）をカスタマイズ可能。ただし、全く同じコマンドの技を同時に装備することはできない。技の種類は同じく『ストリートファイターEX』シリーズに登場する他のキャラクターからのコピー技のほか、他の『ストリートファイター』シリーズや『ファイティングレイヤー』に登場した技、エース独自の技も含まれる。それらの技はオリジナルモードで多用することで4段階に強化されていく。

## キャラクター設定
エースは首相直属のエージェントであり、本作では「秘密結社シャドルーの地下基地に潜入し、建造途中の『最終兵器』に関する機密を探る」という任務のため戦う。格闘家達の戦闘技術のデータを解析したスキルカードを背骨に埋め込まれたインプラントにインストールし、自らの技として行使できる能力を持つ。
『EX3』の登場キャラクターでは唯一、個別プロフィールが取扱説明書内に記載されており、後に『ストリートファイターV』の公式サイト「シャドルー格闘家研究所」の「キャラ図鑑」でも個人プロフィールが明かされた。「キャラ図鑑」におけるプロフィールは基本的に『EX3』のものと同様だが、新たに誕生日の設定が追加されている。
『ぴあMOOK ストリートファイターぴあ』では『EX3』のものとは異なる新たな全身イラストが掲載されていたが、このイラストは実際の『EX3』内での姿とは全く異なる衣装であるほか、顔部分以外が彩京の『堕落天使』の登場キャラクターである「壬生灰児」の公式イラストとほぼ同じものになっている。
勝利時のセリフは他のキャラクターのもの（カプコンの格闘ゲームに限らない）を流用したものを使っている。

## 各種技の解説
エースの技はエディットモードでカスタマイズすることで使用可能となる。

### 投げ技
オリジナルの通常投げが2種類存在するが、どちらも正式名称は不明。コマンドは右向き時のもの。
弱P+弱K
相手の後頭部を掴んでパンチを2発浴びせた後、地面に叩きつける。倒れた直後にしゃがみ強キックで追撃が可能。
←+弱P+弱K
相手を引き寄せた後に両手で地面に叩きつけ、後方に飛び跳ねる。

### 特殊技
DARKエルボー
エースは特殊技として使用しているが、元はドクトリン・ダークの通常技である立ち中パンチ。素早い肘打ち。
龍武
カイリの特殊技。カイリよりも移動距離が伸びている。
ハードアタック
エースのオリジナル技。トライアルでは「ハードアタック」として表記されるが、正式名称は不明。
両手を挙げ、掛け声と共に振り向きざまで後ろ蹴りを放つ。

### 必殺技
以下の中から3種類までを選択。
波動拳
リュウとケンの必殺技。両手から気の弾を放つ。最大まで強化させると空中でも撃てるようになる（「斬空波動拳」と同様に斜め下に放つ）。
昇龍拳
リュウとケンの必殺技。アッパーカットと膝蹴りを繰り出しながらジャンプする。ヒット数が弱・中・強の順に1発ずつ多くなるようになっている。最大まで強化した状態で、弱版の最後のレバーとボタンを完全に同時に入力すると体が光り浮かせ技に変化する。
竜巻旋風脚
リュウとケンの必殺技。本作には2通りの竜巻旋風脚があるが、こちらは『ストリートファイターII』シリーズやケンのものと同様の形態で、少し浮いて連続で回し蹴りを放ちながら前進する。最大まで強化させると空中でも使用可能となる（「空中竜巻旋風脚」と同様）。
前方転身
ケンと豪鬼の必殺技。丸くなりながら地面を前転する移動技。この技自体にはダメージはない。
百裂脚
春麗の必殺技。連続キック。
飛燕蹴
春麗の必殺技。宙返りからの飛び込みキック。
ソニックブーム
ガイルの必殺技。両腕を超高速で胸の前に交差させて横回転する衝撃波を発射する。
サマーソルトキック
ガイルの必殺技。後方宙返りをしながら蹴りを放つ。
ローリングアタック
ブランカの必殺技。ただし、ブランカのものとはコマンドが違い、タメ技ではなくなっている。最大まで強化させると空中でも使用可能になる（「エリアルローリング」と同様にボタンの強さで軌道が変化する）。
スクリューパイルドライバー
ザンギエフの必殺技。相手を掴んで回転しながら地面に叩きつける投げ技。
ジャスティスフィスト
アレン・スナイダーの必殺技。相手に向けて突進しつつ鉄拳を繰り出す技。至近距離で相手にヒットさせると与えるダメージが大きくなる。飛び道具を跳ね返す効果もある。
ヴォルティングキック
アレン・スナイダーの必殺技。相手を掴んだ後に空中で連続蹴りを浴びせる投げ技。
スライディングアロー
ブレア・デイムの必殺技。スライディングキックを放ち、立ち状態の相手にヒットするとそのまま足を挟んで転ばせる。
シュートキック
ブレア・デイムの必殺技。連続入力の蹴り技。
ファイナルパンチ
クラッカー・ジャックの必殺技。パンチを溜めて放つ技。
エクスプロシブ
ドクトリン・ダークの必殺技。ダークの「EXプロシブ」とは表記が異なる。地面に時限爆弾を設置する技。
エリアルドリルプルス
プルム・プルナの必殺技。プルムの「ドリル♤プルス」とは違い、空中版のみ実装され、技名も異なる。空中から斜めに回転して両足で蹴りを浴びせる。ボタンの強さで軌道が変化する。
カノッサの屈辱
ヴルカーノ・ロッソの必殺技。当て身攻撃。
破岩掌
エースのオリジナル技。踏み込んで強烈な双掌打を浴びせる。飛び道具を跳ね返す効果もある。
迎風弾塵双掌
エースのオリジナル技。追加入力により八極拳の打開、鉄山靠、双掌打のような3連続攻撃を繰り出す打撃技。
順水推風
エースのオリジナル技。腕を引いて体制を崩させるコマンド投げ。この技自体にはダメージはない。

### スーパーコンボ
以下の中から2種類までを選択。
千裂脚
春麗のスーパーコンボ。連続蹴り。
ダブルサマーソルトキック
ガイルのスーパーコンボ。サマーソルトキックを2連続で放つ。
グランドタイガーキャノン
サガットのスーパーコンボ。低い姿勢から多段ヒットする飛び道具を放つ。
フェアリーギフト
『ファイティングレイヤー』でのブレア・デイムのバレッジブロウ。体を回転させて、キックをヒットさせていく。弱と中のパンチボタンを交互に押していくとヒット数が増える（ブレアとは追加入力のボタンが異なっている）。最大まで強化させるとブレアのように空中でも使用可能となる。
スピンサイドシュート
ブレア・デイムのスーパーコンボ。連続でキックを繰り出す。最後のかかと落としが地上にいる相手にヒットすると、固め技を決める。
トリプルブレイク
アレン・スナイダーのスーパーコンボ。コマンドは『ファイティングレイヤー』のバレッジブロウ版に準じている。3発の蹴りで相手を蹴り上げる技。落下する相手に追い討ちを仕掛けることも可能。
レイジングバッファロー
クラッカー・ジャックのスーパーコンボ。ただし、ジャックとは発動するボタンが違う。
ヒーリング
エレナのスーパーアーツ。体力を回復する。ただし、回復中のポーズはエレナのものとは違い、中断することもできない。
キラービーアサルト
キャミィのスーパーコンボ。コマンドは『ストリートファイターZERO3』版に準じている。空中に飛び上がってからの縦横無尽な連続蹴り。
荒行事
『ファイティングレイヤー』の加藤鉄雄のバレッジブロウ。ただし、鉄雄とはコマンドが左右逆になっている。相手を掴んで頭突きをかけた後に、正拳突きを打つコマンド投げ。ボタンを長く押して出すと、正拳突きの威力を上げることができる。
マッシブミサイル
エースのオリジナル技。背中から複数の小型ミサイルを撃つ。技の形態が『MARVEL VS. CAPCOM CLASH OF SUPER HEROES』のシャドウレディのハイパーコンボ「ギャラクシーミサイル」に類似している。
ギガグラジエイター
エースのオリジナル技。相手を端に押し込んだ後、ヴルカーノ・ロッソの「ピサの斜塔」のような火柱を斜め上に飛ばして攻撃する。
昇嵐
エースのオリジナル技。地面を叩いて、気の柱を出す。技の形態がシャドウガイストのスーパーコンボ「デスブレイク」に類似している。

### メテオコンボ
以下の中から1種類までを選択。
電刃波動拳
殺意の波動に目覚めたリュウのメテオコンボ。電気を帯びた「波動拳」を撃ち出す。威力は低いがガード不能であり、気絶値が高い。溜め撃ちすることで最大5段階まで気絶値を高める事ができる。
熱血波動拳
さくらのメテオコンボ。弾速が異常に速く、体力を半分奪う超強力な「波動拳」を放つ。ただし、さくらのものよりも吹っ飛び効果が弱い。
C.F.A.B.
ザンギエフのメテオコンボ。「コズミックファイナルアトミックバスター」の略。相手を掴んだまま宇宙までジャンプした後、「ファイナルアトミックバスター」を放つ。
ギャラクシー
エースのオリジナル技。4回入力する打撃技。技の形態は『ファイティングレイヤー』でのアレン・スナイダーのバレッジブロウ「ラッシングアサルト」→「アレンギャラクシー」とほぼ同様だが、最初の追加入力のコマンドが省略されている。

## 登場作品
- 対戦型格闘ゲーム
  - 『ストリートファイターEX3』

## 担当声優
- 真地勇志（『ストリートファイターEX3』）